# Manisola
O Manisola era um feriado ou uma festa celebrada pelos cátaros, uma seita religiosa cristã que surgiu durante a Idade Média na região de Languedoc, na França. Era uma cerimônia de iniciação do ritual chamado Perfectus, onde só os a elite espiritual poderia participar, de acordo com a doutrina dos cátaros. 